# Cileunyi Wetan
Cileunyi Wetan is een bestuurslaag in het regentschap Bandung van de provincie West-Java, Indonesië. Cileunyi Wetan telt 30.340 inwoners (volkstelling 2010).